# Arma a canna liscia

canna liscia
Con rigatura, A = calibro, B = calibro delle scanalature
Poligonale

     canna liscia
     Con rigatura, A = calibro, B = calibro delle scanalature
     Poligonale
Un'arma a canna liscia è un'arma da fuoco che usa la canna senza rigature, ovvero una canna più comunemente e totalmente cilindrica, priva di scanalature al suo interno.
Le tipiche armi da fuoco moderne con canna liscia, sono i classici fucili da caccia di vari calibri, ma anche molte armi a gas compresso, possono usare canne lisce.
Le canne possono essere sia lunghe (per fucili) che corte (per pistole).

## Storia
Fino al XIX secolo tutte le armi leggere erano a canna liscia, ma con l'invenzione della rigatura queste armi diventarono obsolete, tenute solo in alcuni casi.
La canna liscia si usa per armi leggere che non devono avere grande precisione, o che lanciano proiettili a mitraglia (pallini, pallettoni): a parità di potenza hanno molta meno gittata e lanciano proiettili più pesanti. Sono soprattutto usate in fucili da caccia per piccola selvaggina: doppiette, sovrapposti e spingarde. E per "restringere" la rosa dei pallini, la canna può avere una strozzatura alla bocca, cioè un diametro leggermente minore di quello principale.
La maggior parte dei mortai sono a canna liscia, come tutte quelle armi che lanciano priettili particolari, tipo razzi, granate, missili, ecc, quindi bazooka, fucili anticarro, ecc.
Alcuni carri da battaglia a partire dagli anni ottanta sono dotati di cannoni ad anima liscia, per lanciare proiettili anticarro ad energia cinetica o ad energia chimica. Questi ultimi sono soprattutto di tipo HEAT, quindi a carica cava: se messi in rotazione dalla rigatura della canna riducono il loro effetto all'atto dell'impatto con il bersaglio, dato che la forza centrifuga dissipa il getto di fiamma su una superficie più vasta. Anche i più moderni ed usati proiettili anticarro a energia cinetica (APDSF: Armour Piercing Discarding Sabot Fletchette o APFSDS: Armour Piercing Fin Stabilized Discarding Sabot) hanno maggiore stabilità in volo se non vengono sottoposti alla rotazione, essendo stabilizzati tramite alette fisse.

## Caratteristiche
La gittata utile delle armi portatili a canna liscia è molto bassa, sui 100 metri, e addirittura solo di poche decine se usate con pallini molto fini. Taluni sono convinti che per aumentare il tiro utile alcuni proiettili da caccia abbiano la punta elicoidale (ad es. la palla Brenneke che ha 12 righe elicoidali sui fianchi, e molti altri tipi da questa derivati, come le borre-proiettili Gualandi, ecc.) per simulare una rigatura. Diversamente queste righe elicoidali non fanno ruotare il proiettile e non hanno alcuna influenza nella portata e nella precisione, quest'ultima affidata ad un impennaggio, ma servono unicamente per favorire la deformazione del proiettile se sparato in canne lisce strozzate per evitare danni all'arma.
Il vantaggio della canna liscia su quella rigata è data dalla grande varietà di munizioni sparabili, oltreché generalmente una maggior semplicità di costruzione e robustezza, ma il lancio di proiettili singoli è penalizzata dalla assenza di rigatura stabilizzante. Le canne lisce più comuni sono quelle dei fucili a canna liscia, la quale caratteristica dà a queste armi la capacità di sparare svariati tipi di proiettili (vedi munizioni da fucile a canna liscia).

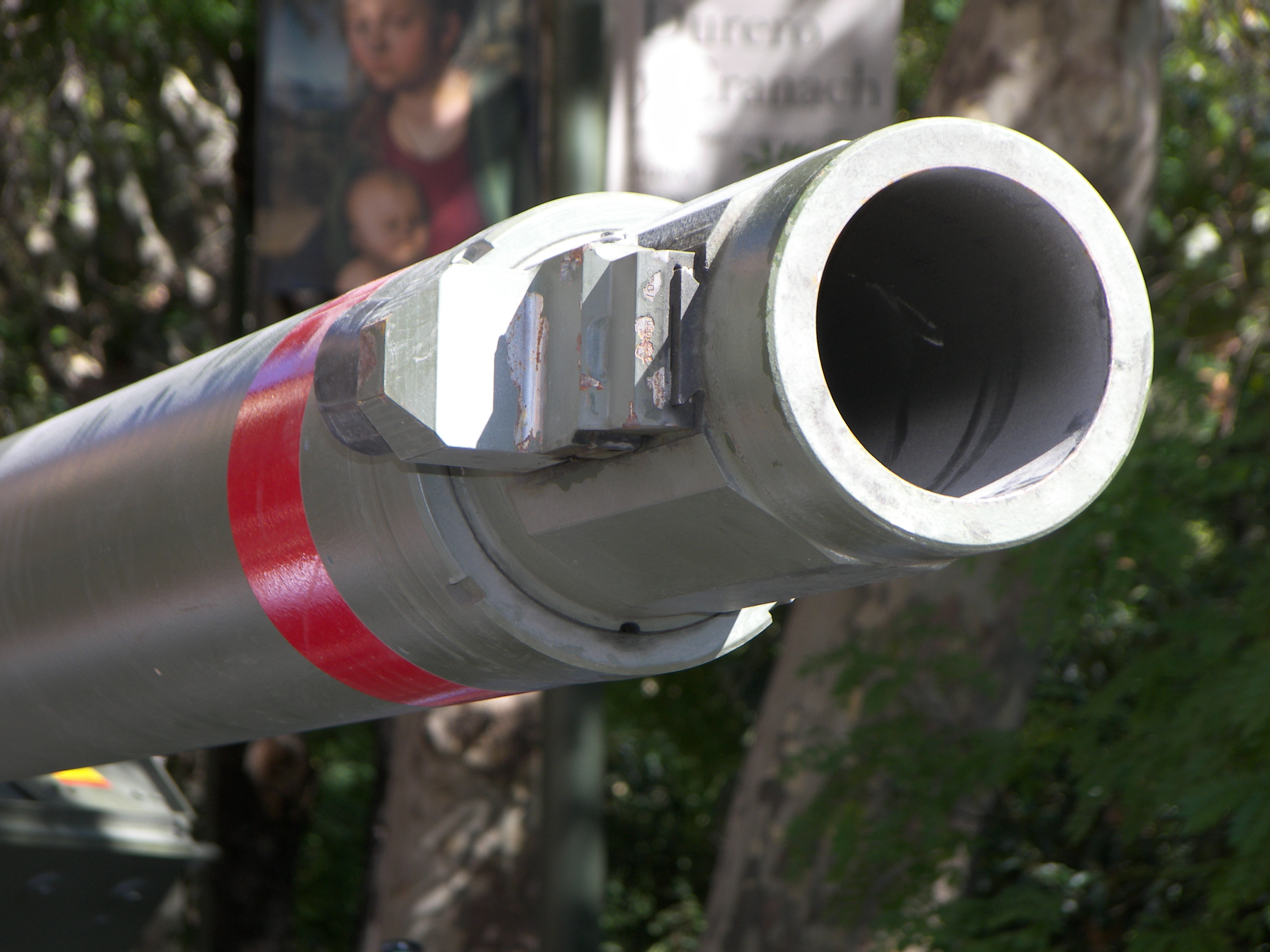
Un Rheinmetall 120 mm del Leopard 2E (versione spagnola)

Altro tipo di canna liscia sono i cannoni (generalmente da carro armato) che sparano proiettili auto stabilizzanti, come razzi o proiettili assistiti a razzo, dotati di alette per la stabilizzazione indipendente. Il primo carro armato ad avere questo tipo di cannone è il T-62, e oggi tutti i maggiori carri armati tranne il Challenger 2 e l'Arjun sono dotati di canna liscia. Tipico esempio ancora in uso è il 120 mm Rheinmetall del Leopard 2 e M1 Abrams, che sparano proiettili HEAT e APFSDS. Altra classe di armi sempre a canna liscia sono i mortai caricati da bocca, in quanto i proiettili sono stabilizzati da alette.